# Магистрала 49 на САЩ
Магистрала 49 на САЩ (на английски: United States Route 49) е пътна магистрала, част от Магистралната система на Съединените щати преминаваща през щатите Мисисипи и Арканзас. Обща дължина: с магистрала 49W – 516,3 мили (830,8 km); с магистрала 49E – 520,3 мили (837,2 km), от които в щата Мисисипи 334,0 мили (545,5 km), в щата Арканзас 182,3 мили (293,4 km).
Магистралата започва в центъра на град Гълфпорт, разположен в южната част на щата Алабама, на северния бряг на Мексиканския залив. Насочва се на север, минава през окръжните цантрове Уигинс, Хатисбърг, Мендълхол и столицата Джаксън и на 33 km северно от нея, при град Язу се разделя на два клона – Магистрала 49W и Магистрала 49E.
- Магистрала 49W (обща дължина 98,0 мили, 157,7 km) продължава от град Язу на север-северозапад, преминава през окръжните центрове Белзони и Индианола и в град Титуитър се събира с Магистрала 49Е.
- Магистрала 49Е (обща дължина 102,0 мили, 164,1 km) продължава от град Язу на север-североизток, преминава през град Грийнуд и в град Титуитър се събира с Магистрала 49W.

След град Титуитър Магистрала 45 пресича северозападна част на щата, минава през град Кларксдейл, пресича река Мисисипи и навлиза в източната част на щата Арканзас. Тук тя прекосява североизточната част на щата от юг на север, минава през окръжните центрове Хелена-Западна Хелена, Джоунсбъроу и Парагулд и завършва в центъра на град Пигът при Магистрала 62 на САЩ.
| Щат      | мили  | km    | Градове (центрове на окръзи), граници, реки и др. | Щат      | мили  | km    | Градове (центрове на окръзи), граници, реки и др. |
| -------- | ----- | ----- | ------------------------------------------------- | -------- | ----- | ----- | ------------------------------------------------- |
| Мисисипи |       |       |                                                   |          | 298,8 | 479,5 | Титуитър → ←                                      |
|          | 0,0   | 0,0   | гр. Гълфпорт                                      |          | 313,0 | 503,6 | гр. Кларксдейл                                    |
|          | 35,0  | 56,3  | гр. Уигинс                                        |          | 334,0 | 537,4 | граница с Арканзас, р. Мисисипи                   |
|          | 69,0  | 111,0 | гр. Хатисбърг                                     | Арканзас | 334,0 | 537,4 |                                                   |
|          | 96,0  | 154,5 | гр. Колинс                                        |          | 0,0   | 0,0   | граница с Мисисипи, р. Мисисипи                   |
|          | 127,0 | 204,3 | гр. Мендънхол                                     |          | 1,4   | 2,2   | гр. Хелена-Западна Хелена                         |
|          | 158,0 | 254,2 | гр. Джаксън                                       |          | 128,4 | 206,6 | гр. Джоунсбъроу                                   |
|          | 200,0 | 321,8 | гр. Язу ← * →                                     |          | 149,7 | 240,9 | гр. Парагулд                                      |
|          | 98,0  | 157,7 | , Язу – Титуитър                                  |          | 182,3 | 293,4 | гр. Пигът                                         |
|          | 102,0 | 164,1 | , Язу – Титуитър                                  | Общо     | 516,3 | 830,8 |                                                   |